# Рухотинський ліс
Рухо́тинський ліс — ботанічна пам'ятка природи загальнодержавного значення в Україні. Розташована на південний захід від села Рухотин (звідси й назва) Хотинського району Чернівецької області.
Площа 49 га. Статус присвоєно згідно з Постановою Ради Міністрів УРСР від 10.10.1975 року № 780-Р. Перебуває у віданні ДП «Хотинський лісгосп» (Рухотинське лісництво, кв. 55, вид. 8).
Охороняється ділянка букового лісу віком близько 100 років. Це — зразок букового пралісу на великому масиві у східному ареалі поширення цієї породи. У домішці зростають береза повисла, осика, черемха звичайна. Рухотинський ліс належить до типових первинних лісів Передкарпаття.